# (51431) Jayardee
(51431) Jayardee est un astéroïde de la ceinture principale.

## Description
(51431) Jayardee est un astéroïde de la ceinture principale. Il fut découvert le 19 mars 2001 à l'Observatoire Cordell-Lorenz par Douglas Tybor Durig. Il présente une orbite caractérisée par un demi-grand axe de 2,42 UA, une excentricité de 0,15 et une inclinaison de 3,6° par rapport à l'écliptique.

## Compléments